# Рафелгуараф
Рафелгуараф, Рафельгуараф (валенс. Rafelguaraf, ісп. Rafelguaraf) — муніципалітет в Іспанії, у складі автономної спільноти Валенсія, у провінції Валенсія. Населення — 2486 осіб (2010).

## Географія
Муніципалітет розташований на відстані близько 320 км на південний схід від Мадрида, 47 км на південь від Валенсії.
На території муніципалітету розташовані такі населені пункти: (дані про населення за 2010 рік)
- Берфуль: 7 осіб
- Рафелгуараф: 2146 осіб
- Ріу-Рау: 79 осіб
- Тозалноу: 254 особи

## Демографія
Динаміка населення (INE ):

## Галерея зображень

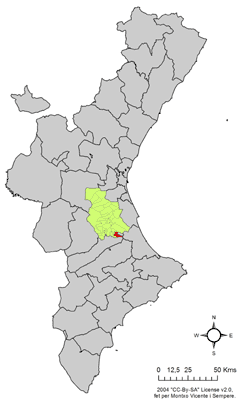
Розташування муніципалітету у автономній спільноті Валенсія
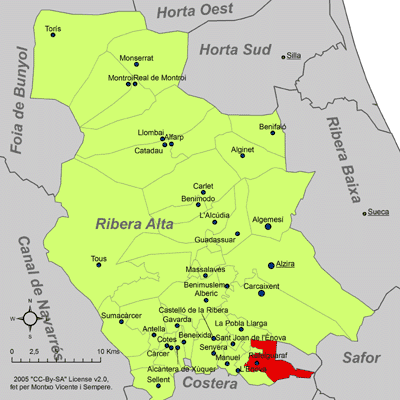
Розташування муніципалітету Рафелгуараф у комарці Рібера-Альта